# Sovětský svaz na Zimních olympijských hrách 1960
Sovětský svaz na Zimních olympijských hrách 1960 reprezentovalo 62 sportovců (48 mužů a 14 žen) v 8 sportech.

## Medailisté
| Medaile | Jméno | Sport              | Disciplína               |
| ------- | --- | ------------------ | ------------------------ |
| Zlato   | Marija Gusakovová | Běh na lyžích      | Ženy 10 km               |
| Zlato   | Jevgenij Grišin | Rychlobruslení     | Muži 500 m               |
| Zlato   | Jevgenij Grišin | Rychlobruslení     | Muži 1 500 m             |
| Zlato   | Viktor Kosičkin | Rychlobruslení     | Muži 5 000 m             |
| Zlato   | Klara Gusevová | Rychlobruslení     | Ženy 1 000 m             |
| Zlato   | Lidija Skoblikovová | Rychlobruslení     | Ženy 1 500 m             |
| Zlato   | Lidija Skoblikovová | Rychlobruslení     | Ženy 3 000 m             |
| Stříbro | Ljubov Kozyrevová | Běh na lyžích      | Ženy 10 km               |
| Stříbro | Raďja Jerošinová Marija Gusakovová Ljubov Baranovová | Běh na lyžích      | Ženy štafeta 3 x 5 km    |
| Stříbro | Viktor Kosičkin | Rychlobruslení     | Muži 10 000 m            |
| Stříbro | Natalja Dončenková | Rychlobruslení     | Ženy 500 m               |
| Stříbro | Valentina Steninová | Rychlobruslení     | Ženy 3 000 m             |
| Bronz   | Alexandr Privalov | Biatlon            | Muži 20 km               |
| Bronz   | Nikolaj Anikin | Běh na lyžích      | Muži 30 km               |
| Bronz   | Anatolij Šeljuchin Gennadij Vaganov Alexej Kuzněcov Nikolaj Anikin | Běh na lyžích      | Muži štafeta 4 x 10 km   |
| Bronz   | Raďja Jerošinová | Běh na lyžích      | Ženy 10 km               |
| Bronz   | Nikolaj Pučkov Jevgenij Jorkin Nikolaj Sologubov Nikolaj Karpov Jurij Baulin Genrich Sidorenkov Alfred Kučevskij Veniamin Alexandrov Jurij Cicinov Konstantin Loktěv Stanislav Pětuchov Vladimir Grebennikov Jevgenij Grošev Alexandr Almetov Michail Byčkov Viktor Jakušev Viktor Prjažnikov | Lední hokej        | Turnaj mužů              |
| Bronz   | Nikolaj Gusakov | Severská kombinace | Muži jednotlivci (15 km) |
| Bronz   | Rafael Grač | Rychlobruslení     | Muži 500 m               |
| Bronz   | Boris Stenin | Rychlobruslení     | Muži 1 500 m             |
| Bronz   | Tamara Rylovová | Rychlobruslení     | Ženy 1 000 m             |